# أم خرزة (الباب)
 أم خرزة  قرية سوريّة تتبع إداريّاً لمحافظة حلب منطقة الباب ناحية تادف، بلغ تعداد سكانها 10000نسمة حسب التعداد السكاني لعام 2004.